# Laevicardium mortoni
Laevicardium mortoni är en musselart som först beskrevs av Conrad 1830.  Laevicardium mortoni ingår i släktet Laevicardium och familjen hjärtmusslor. Inga underarter finns listade i Catalogue of Life.